# Bob de Groot
Bob de Groot (Bruxelles, 26 ottobre 1941 – Ottignies, 17 novembre 2023) è stato un fumettista belga.
Nasce da genitori francesi e olandesi e fa parte dei fumettisti della scuola franco/belga.

## Biografia
Negli anni Cinquanta, Bob de Groot era un fanatico lettore di fumetti. Ha terminato gli studi umanistici a Saint-Luc. Al termine dei suoi studi, incontra Maurice Tillieux, che gli chiede di lavorare per lui sulla rivista Félix. Bob De Groot (la sua firma d'artista) pubblicò la sua prima mini-storia sulla rivista Spirou nel 1962. Ha iniziato come sceneggiatore e disegnatore, affidando poi il disegno ad altri disegnatori. Nel 1965 pubblica su Vaillant un episodio di Quentin Gentil, che disegna come assistente di Michel Greg. Nel 1966 debutta nella rivista Pilote con un racconto basato su una sceneggiatura di Hubuc. Sempre nel 1966, pubblica sulla rivista Tintin. Dopo aver prodotto più di 300 pagine di fumetti per riviste, ha unito le forze con Turk per specializzarsi gradualmente come sceneggiatore. Nel 1969, Bob De Groot diventa caporedattore della rivista umoristica L'Œuf e pubblica i disegni dell'amico Philippe Geluck.
Nello stesso anno, Turk e De Groot pubblicano la prima storia di Robin Dubois su Tintin. Insieme hanno collaborato a diverse serie, tra cui Clifton,, Robin Dubois e Léonard nella rivista Achille Talon e Eppo.
Nel 1973, in occasione dell'uscita del film Alice nel Paese delle Meraviglie, lui e il collettivo di Alice nel Paese delle Meraviglie completarono in un mese l'adattamento a fumetti, sceneggiato da Greg e pubblicato con gli pseudonimi di Daluc (Dany e Dupa) e Turbo (Turk e Bob de Groot). Questa storia è stata pre-pubblicata su Le Soir ed è stata ristampata in un albo pubblicato dall'Editore belga Lombard nel 1973, poi dall'editore francese MC Productions nel 1987.  Lo stesso anno, nel Journal de Tintin, il tandem Turk/de Groot realizzò, nell'arco di un anno, cinquantadue scene (una a settimana) della stessa strada, formando una striscia lunga quindici metri (un progetto chiamato La Plus Grande Image du Monde).
In seguito, moltiplica le collaborazioni e fornisce le sceneggiature per le serie Chlorophylle con Dupa e Walli, Le Club des "Peur-de-rien" con Tibet dal 1972 al 1979,. Scrive per Walli e Bertrand Dupont, realizza la serie di animali Touky le Toucan, pubblicata nel 1977 e 1978 dalla casa editrice Lombard, e fumetti pubblicitari per i giocattoli Christiaensen. Per Bertrand Dupont ha scritto le gag di Modeste e Pompon dal 1977 al 1980. Nel 1980, de Groot e Turk sono stati tra i numerosi autori di fumetti belgi che hanno contribuito graficamente al libro Il était une fois... les Belges (1980), pubblicato in occasione del 150º anniversario del Belgio.
Inoltre, ha scritto la sceneggiatura di tre episodi del fumetto di Morris Lucky Luke: Le Bandit manchot all'inizio degli anni '80 e, vent'anni dopo, gli album Marcel Dalton e The Painter.
Infine, ha scritto la sceneggiatura dei due volumi (pubblicati nel 1987 e nel 1988) del dittico Des Villes et des femmes, disegnato da Philippe Francq. Nel 1989 ha scritto Digitaline per Jacques Landrain, che è stato il primo album prodotto interamente al computer. Nel 1990, ha scritto gag sconce per il suo amico Dany per la P&T Productions. Inoltre, in collaborazione con Jean-François Di Giorgio e gli artisti André Taymans e Jean-François Miniac, ha scritto il secondo volume della serie poliziesca Sam Griffith per Alpen Publishers nel 1993.
A partire dal 1996 scrive per Vittorio Leonardo la sceneggiatura di alcuni albi della serie Rantanplan, una creazione di Morris, fino al 2000.
È anche lo sceneggiatore della serie Doggyguard, per la quale Michel Rodrigue realizza i disegni (3 volumi, Le Lombard, 1999-2000). Per lo stesso disegnatore, subentra a Bédu e scrive i volumi 18-20 di Clifton dal 2003 al 2006. Nel 2006, con Philippe Bercovici, crea la serie umoristica Père Noël et fils nella collana "Paris-Bruxelles" pubblicata dalla casa editrice Glénat (3 albi, 2006-2008) . Riprende la serie Robin Dubois, questa volta con Ludovic Borecki ai disegni, e pubblica i volumi 21 e 22 con Le Lombard nel 2007 e 2008. Questa volta, con Godi, hanno dato vita a una serie di animali, Le Bar des acariens, con due allegri acari, in due volumi - che prendono il nome da canzoni - sempre nella stessa collana pubblicata dalla casa Editrice Glénat (2008-2009) . Il Centro belga del fumetto e le Poste belghe hanno pubblicato l'album Léonard - Génie au pied de la lettre nella collezione "Philabédé" nell'ottobre 2010, in occasione dell'emissione di una serie di cinque francobolli dedicati al personaggio di Léonard.
Nel 2015 è stato pubblicato il 46° volume della serie Léonard, l'ultimo che ha scritto per questa serie; Zidrou ha preso il suo posto per i volumi successivi.
Secondo Patrick Gaumer, Bob de Groot si trova a suo agio tanto nelle serie umoristiche quanto in quelle realistiche. "Si è affermato come uno dei principali sceneggiatori del fumetto belga".
Bob de Groot vive a Wavre.

## Pubblicazioni

### Serie
- Robin Dubois
- Clifton
- Leonard
- Chlorophylle
- Lucky Luke
- Rantanplan
- Doggyguard

### Collettive
- Alice nel paese delle meraviglie (collettiva, 1973, Ed.Le Lombard)
- Il était une fois... Les Belges, Le Lombard, Bruxelles, 1980 Sceneggiatura: collettiva con Bob de Groot - Disegni e colori: collettivi[26]
- 35 ans du journal Tintin - 35 ans d'humour, Le Lombard, Bruxelles, settembre 1981 Sceneggiatura: collettiva con Bob de Groot - Disegni e colori: collettivi- Prefazione di Raymond Leblanc[27]
- Les Amis de Buddy Longway, Le Lombard coll. « Phylactère », Bruxelles, aprile 1983 Sceneggiatura: collettiva con Bob de Groot - Disegni e colori: collettivi - (ISBN 2-8036-0042-0)[28][29]
- L'Agenda du journal Tintin 1985, Le Lombard, Bruxelles, settembre 1984 Sceneggiatura: collettiva con Bob de Groot - Disegni e colori: collettivi  - (ISBN 2-8036-0472-8[30])[21]
- Qui a tué F. Walther ? - La B.D. des records., Éditions Astrid, agosto 1985 Sceneggiatura Bob de Groot - Illustrazioni i: collettivi - Copertina: Clarke - Couleurs : N&B - Réalisé, imprimé et vendu en une seule journée, le 23/08/1985 pour la librairie Marsupilami et Astrid.
- L'Aventure du journal Tintin - 40 ans de bande dessinée[31], Le Lombard, Bruxelles, novembre 1986 Sceneggiatura: collettiva con Bob de Groot - Illustrazioni e colori: collettivi - (ISBN 2-8036-0574-0[32])
- Collettivo Bob de Groot, Parodies 2[33]. par leurs vrais auteurs !, M.C. Productions, novembre 1988, 47 p. (ISBN 2-87764-011-6)[34]
- Téléthon[35], Le Lombard, Bruxelles, giugno 1990 Sceneggiatura: collettiva con Bob de Groot - Disegni e colori: collettivi- (ISBN 2-8036-0894-4)[36]
- Rire c'est rire[37], F.I.R., 1995 Sceneggiatura: collettiva con Bob de Groot - Disegni e colori: collettivi- (ISBN 2-87265-046-6)[38]

## Accoglienza

### Premi
- 1990: Alph-Art jeunesse au festival d'Angoulême pour Robin Dubois, t. 16 (avec Turk),[39][40];
- 2001: Prix Rookie au Festival BD de Middelkerke pour Robin Dubois, Léonard,[41][42];
- 2006:  Prix Humour au Festival BD d'Ajaccio[42].

### Altre iniziative
Il 16 ottobre 2010 le Poste belghe hanno emesso una serie di cinque francobolli dedicati al personaggio di Leonard creato da Turk e De Groot. L'11 settembre 2015 è stato inaugurato il murale di Leonard in rue des Capucins a Bruxelles. Copre una superficie di 15 m². La realizzazione del murale è stata affidata a Urbana ed è stata integrata nel percorso del fumetto di Bruxelles.

### Libri
- Henri Filippini, Dictionnaire de la bande dessinée, Paris, Bordas, 1989, 731 p., ill. (OCLC 1244909550), p. 608.
- Jean-Louis Lechat, Un demi-siècle d'aventures t. 2: 1970 - 1996, Bruxelles, Le Lombard, 5 dicembre 1996, 224 p., ill. (ISBN 280361233X, OCLC 37995939), pagg. 10, 24, 33, 43, 55, 65, 74, 78, 82, 102, 108, 119, 128, 138, 156, 161, 164, 173.
- Patrick Gaumer, "Bodart, Denis", in Dictionnaire mondial de la BD, Paris, Larousse, 2010, 953 p., ill.; 27 cm (ISBN 978-2-0358-4331-9 e 2-0358-4331-6, OCLC 920924930), p. 190, 237.
- Philippe Mellot, Michel Denni, Laurent Turpin e Isabelle Morzadec, Trésors de la bande dessinée: BDM 2021-2022 - Catalogue encyclopédique & Argus, Paris, Les Arènes, novembre 2020, 1700 p., ill.; 23 cm (ISBN 9791037502582, OCLC 1240308146), pp. 110, 210, 216, 246, 247, 261, 263, 336, 343, 351, 674, 855, 946, 970, 1219.

### Periodici
- Bob de Groot intervistato da Marc Carlot), «Tête de Turk: de Groot !», Auracan, n. 6, luglio- agosto 1994, p. 17-22;
- Editoriale,«Bob de Groot "Le rire, c'est dans ma nature », Le Lombard Communication, Le Lombard, no 3, maggio-giugno-luglio 1999, p. 8-9.

### Articoli
- Bob de Groot (intervistato da Pierre Burssens), « Intervista a Bob De Groot « Si je ne m'amuse pas, je ne le fais pas ! Auracan, 13 giugno 2013

### Programmi televisivi
- Bulletin d'information - Les vœux de De Groot et Turk [archivio su RTBF, Presentazione: Francis Buytaers (1:52 minuti), 30 dicembre 1983.